# Loción posafeitado

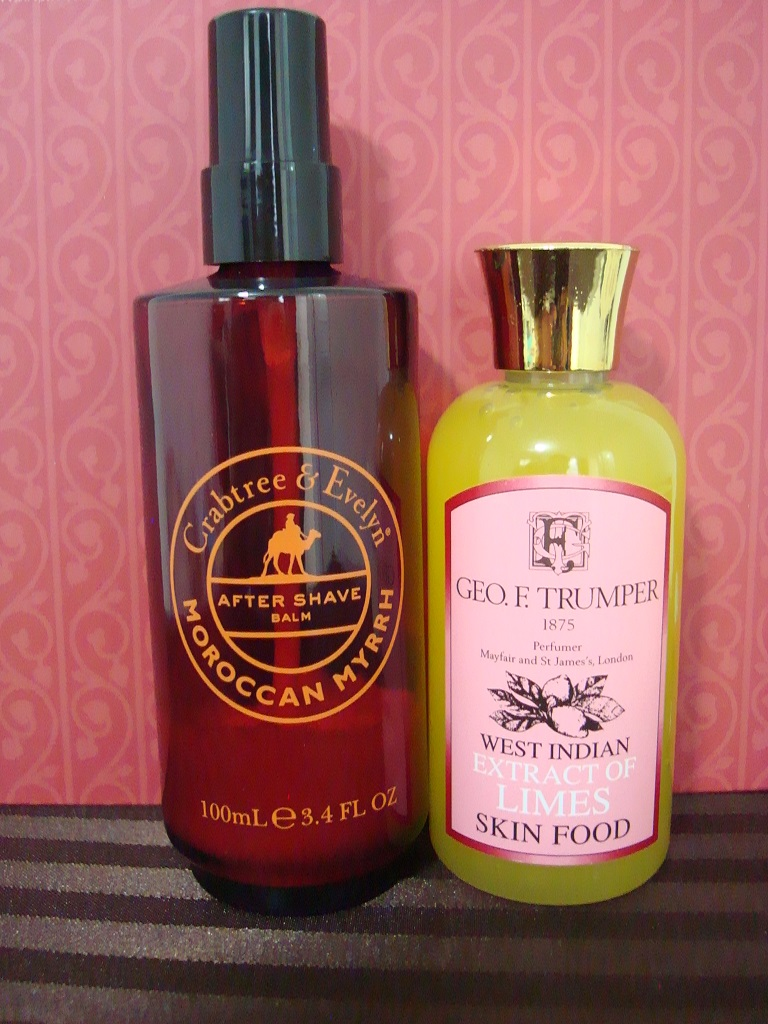
Dos tipos de aftershave: bálsamo y skinfood.

Una loción postafeitado es un líquido, gel, o bálsamo diseñado especialmente para su uso después del afeitado. Puede contener un agente antiséptico como el alcohol para prevenir la infección de cortes así como preservar la piel entumecida o dañada, perfumar y comportarse como crema hidratante, combatiendo la sequedad de la piel y protegiendo contra las inclemencias. Un astringente a base de alcohol, sin fragancia, también puede ser usado como loción posafeitado. Se dice que el alcohol que contiene un aftershave te cierra los poros de la piel e impide la irritación típica que produce la cuchilla de afeitar. No obstante, el alcohol que contienen puede causar escozor y ardor en caso de que exista alguna cortadura.
Sustancias parecidas fueron usadas en el Antiguo Egipto para limpiar y usar como desodorante en los procesos de embalsamado de un cadáver antes de haberlo abrigado en vendas de lino y depositarlo en el sarcófago.

## Tipos
Hay diversos tipos de lociones para después del afeitado: en alcohol, en crema sin alcohol, en crema con un toque de alcohol, en crema dura e incluso en talco. Las composiciones en alcohol se han usado desde hace mucho tiempo y son perfectas para pieles grasas. Los aftershaves en crema y sin alcohol, por su lado, son preferibles para las pieles sensibles.
Antes de la aparición de estos tipos de aftershave se usaba una piedrecita de alumbre, el cual es un mineral natural con efectos cicatrizantes y antiinflamatorios en la piel.

## Composición habitual
- Alcohol
- Agua
- Fragancia
- Propilenglicol (u otros humectantes)